# عقارب زائفة
العقارب الزائفة (الاسم العلمي: Pseudoscorpion)، هي رتبة من المفصليات تتبع طائفة العنكبوتيات. يعتبر العقرب المزيّف أو عقرب الكتاب كائن عنكبوتي ينتمي إلى شعبة الكلابيات.
إن العقرب الزائف مفيد للبشر بوجه عام حيث يتغذى على يرقة عثة الملابس ويرقة خنفساء السجاد وقمل الكتب والنمل والعث وحشرات الذباب الصغير. إنها صغيرة ومنظرها غير مؤذِ ونظرًا لحجمها فإنها نادرًا ما تُرى.

## الخصائص
سيودوسكوربيون عنكبيات صغيرة ذات جسد مسطح يشبه الكمثرى وكماشة تشبه ما لدى العقارب. ويتراوح طولها عادةً بين 2 إلى 8 مليمتر (0.08 إلى 0.31 بوصة). أكبر الأنواع المعروفة هي جاريبوس تايتانيوس التي تعيش على جزيرة أسنشن (Ascension Island) حيث تصل إلى 12 مـم (0.5 بوصة).

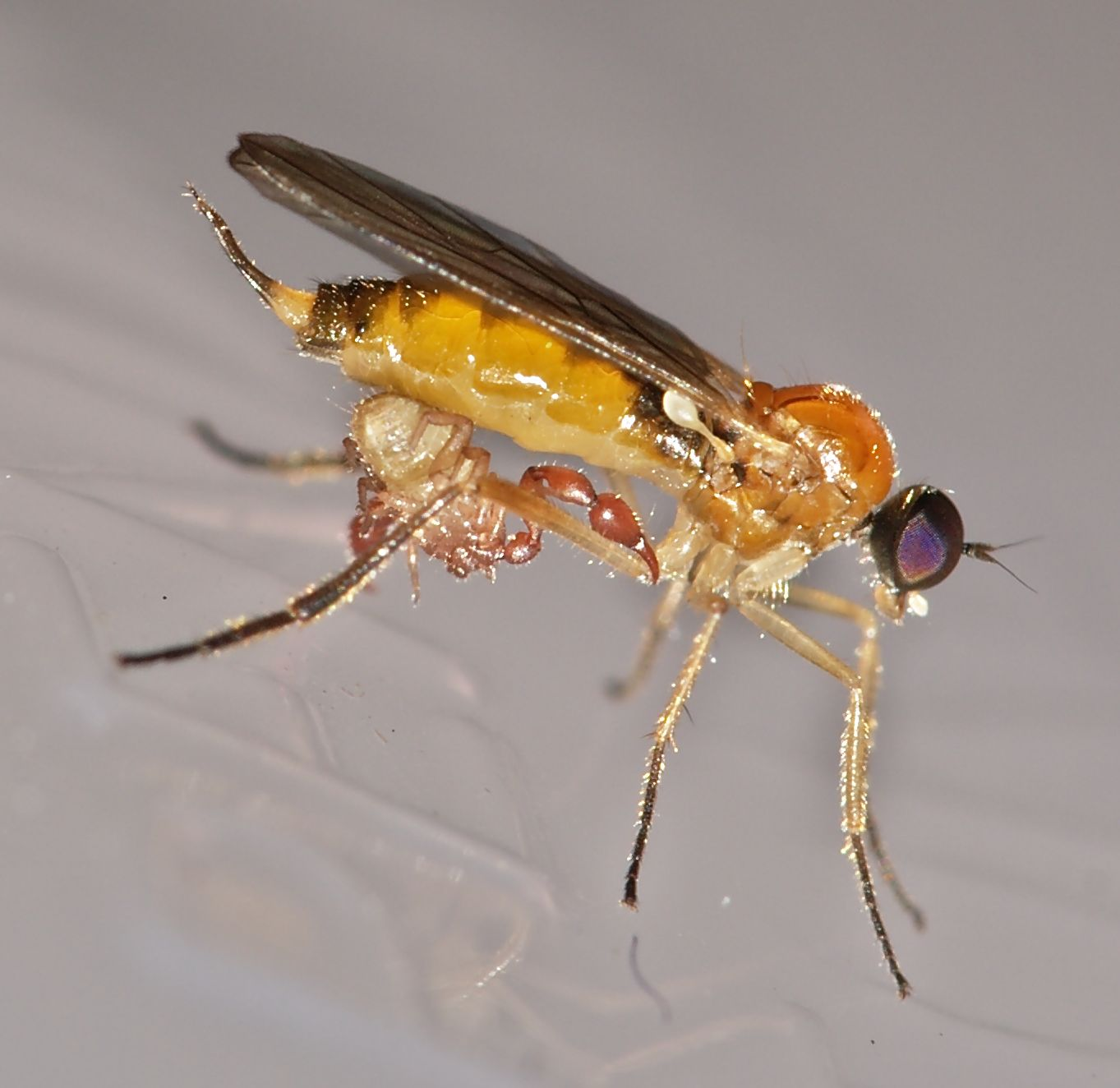
مطاعمة بين العقرب المزيف وباعوضة.

تتكون البطن التي تعرف باسم أوبيسثوسما مما يصل إلى اثني عشر جزءًا يتغطى كل جزء بصفائح (تسمى ترجايت (ظهرية) بالأعلى وسترنايت (بطنية) بالأسفل) من الكايتن. البطن قصير ومدوّر عند الخلف بدلاً من الامتداد لعمل جزء ذيلي وشوكة مثل العقرب الحقيقي (الحقيقة أن كونها تشبه العقرب تمامـًا، باستثناء كونه لا يمتلك شوكة ذيلية، هو مصدر التسمية «سيودوسكوربيون»). من الممكن أن يكون لون الجسم دباغيًا مصفرًا مائلاً إلى البني الغامق مع زوج من المخالب تكون ألوانها غالبًا متضادة. قد يكون لديها اثنين أعين أو أربعة أو بلا أعين.
لدى السيودوسكوربيون ثمانِ أرجل ذات خمسة إلى سبعة أجزاء، ويستخدم عدد الأجزاء المنحلة في تمييز الفصائل والجنس. لديها زائدتان طويلتان جدًا بهما بالبال كيلا (مخالب) والتي تشبه إلى حد كبير تلك الموجودة لدى العقرب.
تتكون الزائدتان عمومًا من «يد» و«أصابع» ثابتة مع إصبع منفصل متحرك يتم التحكم به بواسطة عضلة ساحبة (ضامة). عادة ما توجد غدة سم وقناة في الإصبع المتحرك، ويستخدم السم في إمساك وتثبيت فريسة سيودوسكوربيون. يقوم سيودوسكوربيون أثناء الهضم بسكب سائل آكل خفيف على الضحية ثم يبتلع البقايا المسالة.
يغزل السيودوسكوربيون الحرير من غدة في فكه ليصنع شرنقة تشبه الأسطوانة للتزاوج طرح الأهداب أو انتظار انتهاء الطقس البارد. ومع ذلك فهي ليست لديها كتب رئوية مثل العناكب أقرب أنسبائها. تتنفس عبر شقوق تنفسية، وهي صفة تشترك فيها مع الحشرات.

## السلوك
بعض الأنواع لديها رقصة تزاوج معقدة حيث يقوم الذكر بوضع الأنثى على محفظة منوية تم وضعها مسبقًا على السطح. وفي أنواع أخرى يقوم الذكر بدفع الحيوانات المنوية داخل الأعضاء التناسلية للأنثى عبر قوائمه الأمامية. تحمل الأنثى البيض المخصّب في حقيبة حضانة متصلة بمنطقة البطن لديها ويركب الصغار على الأم فترة من الزمن عقب الفقس. يفقس ما يقرب من دستتين من الصغار في كل عملية فقسة واحدة، وقد يكون هناك أكثر من فقسة في العام الواحد. يمر الصغار بثلاثة طرح الأهداب خلال عدة أعوام قبل الوصول إلى البلوغ. تطرح معظم الأنواع أهدابها في شرنقة حريرية صغيرة لتحميها من الأعداء أثناء هذه الفترة الحساسة. عند الوصول إلى مرحلة البلوغ يعيش السيودوسكوربيون من سنة إلى سنتين. يكون نشطًا في الشهور الدافئة من السنة ويدخل وضع السُبات في شرنقة حريرية حينما يصبح الجو باردًا. تعيش الأنواع الصغيرة في الأنقاض والدبال. بعض الأنواع «شجرية» أي تعيش على الأشجار. البعض الآخر فاجوفيلي يقتات على الطفيليات كمثال على تكافل التنظيف. بعض الأنواع مهاجرات متطفلة. قد توجد أحيانًا وهي تتغذى على العث الموجود تحت أغطية جناح خنافس معينة.

## التوزيع

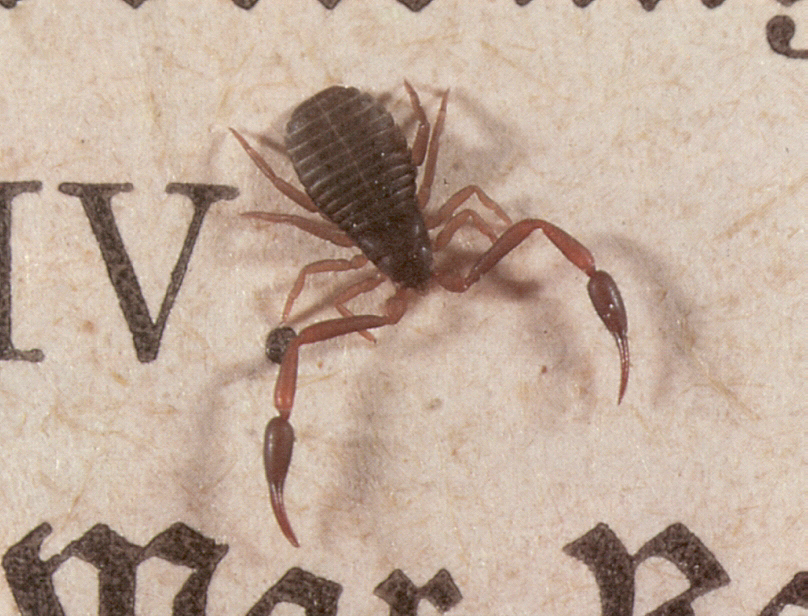
عقرب الكتاب (كيليفر كانكرويدس) أعلى كتاب مفتوح

يوجد أكثر من 3300 نوع من سيودوسكوربيون مسجل في أكثر من 430 جنسًا، ويتم اكتشاف المزيد على نحو منتظم. إنها تتوزع حول العالم حتى في الأقاليم الباردة مثل شمالي أونتاريو أو أعالي الجبال في جبال ويومنج الصخرية في الولايات المتحدة وكهوف جينولان في أستراليا، ولكنها تتواجد بكثافة وتنوع في الاستوائيات وشبه الاستوائية حيث تنتشر حتى في مناطق الجزر مثل جزر الكناري حيث تم اكتشاف حوالي 25 نوعًا مستوطنا. وجدت أنواع تحت لحاء الأشجار وفي الأوراق وقش الصنوبر وفي التربة وفجوات الأشجار وتحت الأحجار وفي الكهوف وعلى شواطئ البحار في المقدمة وفي الصخور المكسرة.
إن كلايفر كانكرويد هو النوع المنتشر في المنازل حيث يلاحظ وجودها في الغرف التي يوجد بها كتب متربة. هناك تستطيع الحيوانات الصغيرة (2.5–4.5 مـم أو 0.10–0.18 بوصة) أن تجد غذائها مثل قمل الكتب وعث غبار المنازل. تدخل المنازل راكبة على حشرات (فيما يعرف باسم رحلان) حيث تكون تلك الحشرة بالضرورة أكبر من السيودوسكوربيون، أو تدخل مع حطب التدفئة.

## التطور
يرجع تاريخ أقدم حفرية للسيودوسكوربيون إلى 380 مليون سنة للفترة الديفونية. ولديها كل صفات السيودوسكوربيون الحديث مما يدل على أن الرتبة قد تطورت مبكرًا جدًا في تاريخ حيوانات الأرض.

## إشارات تاريخية
أول من وصف سيودوسكوربيون هو أرسطو، الذي ربما يكون قد وجدها بين لفائف البردي في مكتبة حيث ربما كانت تتغذى على قمل الكتب. أشار روبرت هوك إلى «سلطعون الأرض» في عمله مايكروجرافيا عام 1665. وفي إشارة أخرى عام 1780 كتب جورج آدامز عن: «حشرة السرطان التي رآها بعض العمال وهم يشربون البيرة وحملها رجل بارع وأحضرها إلى منزلي.» 

## التصنيف
تلي هذه القائمة الجدول البيولوجي لجويل هالان (Joel Hallan). تم وضع عدد من الأنواع والأجناس الحديثة بين قوسين.
- الرتبة الفرعية إيبيوكيراتا

- كثونيوديا

- كثونيوديا (31، 605)
- †دراكوكيليدا أنواع حفرية واحدة (ديفوني)
- ليكتيدا (1، 22)
- ترايدنكثونياد (17، 68)

- فايلويدا

- فايليدا (1، 12)
- سيودوجاريبيدا (2، 7)

- الرتبة الفرعية إيوشيريت

- الرتبة التحتية هيمكتينيت

- نيوبيسيويدا

- بوكيسيدا (10، 38)
- جيمنوبيسيدا (4، 11)
- هيدا (3، 9)
- آيديورونسيدا (9، 53)
- نيوبيسيدا (34، 498)
- باراهيدا (1، 1)
- سيارينيدا (16، 93)

- الرتبة التحتية بانكتينتا

- جروب إيلاسوماتينا

- كليفرويدا (224، 1261)

- آتيمنيدا (19، 172)
- كليفريدا (59، 292)
- كيرنتيدا (112، 643)
- ويثيدا (34، 154)

- ستيرنوفورويدا

- ستيرنوفوريدا (3، 20)

- مجموعة ميستوماتينا

- جاريبويدا

- شيريديدا (6، 69)
- جاريبيدا (10، 74)
- جيوجاريبيدا (3، 61)
- لارسيدا (2، 13)
- سيودوشيريديدا (2، 12)

- أولبيويدا

- منثيدا (4، 8)
- أولبيدا (53، 329)

- انسيرتا سيدس

- ميجاثس ستيكر، 1875 م  (نومن دوبيم فصيلتان)

## كتابات أخرى
- Mark Harvey. Pseudoscorpions of the World
- Joseph C. Chamberlin (1931): The Arachnid Order Chelonethida. Stanford University Publications in Biological Science. 7(1): 1–284.
- Clarence Clayton Hoff (1958): List of the Pseudoscorpions of North America North of Mexico. American Museum Novitates. 1875. PDF
- Max Beier (1967): Pseudoscorpione vom kontinentalen Südost-Asien. Pacific Insects 9(2): 341–369. PDF نسخة محفوظة 22 أكتوبر 2020 على موقع واي باك مشين.
- Peter Weygoldt (1969). The biology of pseudoscorpions. Harvard University Press, Cambridge. ISBN 978-0-674-07425-5 (Full text e-book). مؤرشف من الأصل في 2020-06-01.
- P. D. Gabbutt (1970): Validity of Life History Analyses of Pseudoscorpions. Journal of Natural History 4: 1–15.
- W. B. Muchmore (1982): Pseudoscorpionida. In "Synopsis and Classification of Living Organisms." Vol. 2. Parker, S.P.
- J. A. Coddington, S. F. Larcher & J. C. Cokendolpher (1990): The Systematic Status of Arachnida, Exclusive of Acari, in North America North of Mexico. In "Systematics of the North American Insects and Arachnids: Status and Needs." National Biological Survey 3. Virginia Agricultural Experiment Station, Virginia Polytechnic Institute and State University.
- Mark S. Harvey (1991): Catalogue of the Pseudoscorpionida. (edited by V . Mahnert). Manchester University Press, Manchester.

## وصلات خارجية
- Video of Pseudoscorpion in Ireland على يوتيوب